# Kalamburka
Kalamburka – czternasty tom cyklu Jeżycjada, powieść autorstwa Małgorzaty Musierowicz, z ilustracjami autorki, wydana w 2001 roku.

## Zarys treści
Główną bohaterką jest Mila Borejko – seniorka rodu Borejków, żona Ignacego Borejki, matka Gabrieli (głównej bohaterki Kwiatu kalafiora), Idy (głównej bohaterki Idy sierpniowej), Natalii (głównej bohaterki Nutrii i Nerwusa) i Patrycji (głównej bohaterki Pulpecji) oraz babcia 
Róży i Laury (głównych bohaterek Imienin, Tygrysa i Róży i Czarnej polewki). Akcja książki rozpoczyna się 31 grudnia 2000, a następnie zaczyna biec wstecz, w czasy młodości Mili. Książka jest obrazem przemian w powojennej Polsce i kroniką dziejów Poznania, opowiadającą m.in. o wydarzeniach 1956 roku (zob. Poznański Czerwiec 56).

## Bohaterka główna
Mila Borejko – właściwie Melania; w chwili rozpoczęcia akcji seniorka rodu Borejków; w miarę, jak czas się cofa, czytelnik obserwuje ją jako matkę czterech dorastających córek, młodą żonę Ignacego Borejki, rozchwytywaną w towarzystwie studentkę, uczennicę szkoły podstawowej!

## Pozostali bohaterowie
Ignacy Borejko – mąż Mili, senior rodu Borejków
Gabrysia Stryba, z domu Borejko – córka Mili i Ignacego, główna bohaterka trzeciej części Jeżycjady pt. Kwiat kalafiora
Róża Pyziak – zwana też Pyzą, najstarsza wnuczka Mili i Ignacego, córka Gabrysi z pierwszego małżeństwa, główna bohaterka dwunastej części Jeżycjady pt. Imieniny
Laura Pyziak – zwana Tygrysem, młodsza wnuczka Mili i Ignacego, córka Gabrysi z pierwszego małżeństwa, główna bohaterka trzynastej części Jeżycjady pt. Tygrys i Róża oraz jedna z głównych bohaterek tomu siedemnastego pt. Czarna polewka
Ignacy Grzegorz – wnuk Mili, syn Gabrysi z drugiego małżeństwa
Grzegorz Stryba – obecny mąż Gabrysi
Józinek – syn Idy, drugiej córki Mili i Ignacego, główny bohater tomu piętnastego pt. Język Trolli
Łusia – córka Idy, wnuczka Mili i Ignacego, główna bohaterka tomu osiemnastego pt. Sprężyna
Gizela Kalemba – przybrana matka Mili, zaadoptowała ją po śmierci rodziców 
Aniela Żeromska – przyjaciółka Borejków, aktorka odnosząca sukcesy w sztukach tajemniczego Kala Amburki, bohaterka drugiej części Jeżycjady pt. Kłamczucha,
Monika Kałużna – przyjaciółka Mili z dzieciństwa
Zbysław – kolega Mili ze studiów ekonomicznych i jej adorator
Lonia – przyjaciółka Mili ze studiów
Kazimierz Trak – zdrobniale Kaziu, mąż Gizeli
Józef Borejko – brat Ignacego
Felicja Borejko – zdrobniale Fela, żona Józefa
Hanna Borejko – matka Ignacego i Józefa, do Poznania przyjechała ze Szczecina, a wcześniej z Wilna, skąd musiała uciekać wraz z dziećmi
Stefania Majewska – nauczycielka Mili z podstawówki, represjonowana za uczenie dzieci historii niezgodnej z odgórnymi wytycznymi, np. za gazetkę klasową upamiętniającą powstanie styczniowe